# Fluoroacetato de sodio

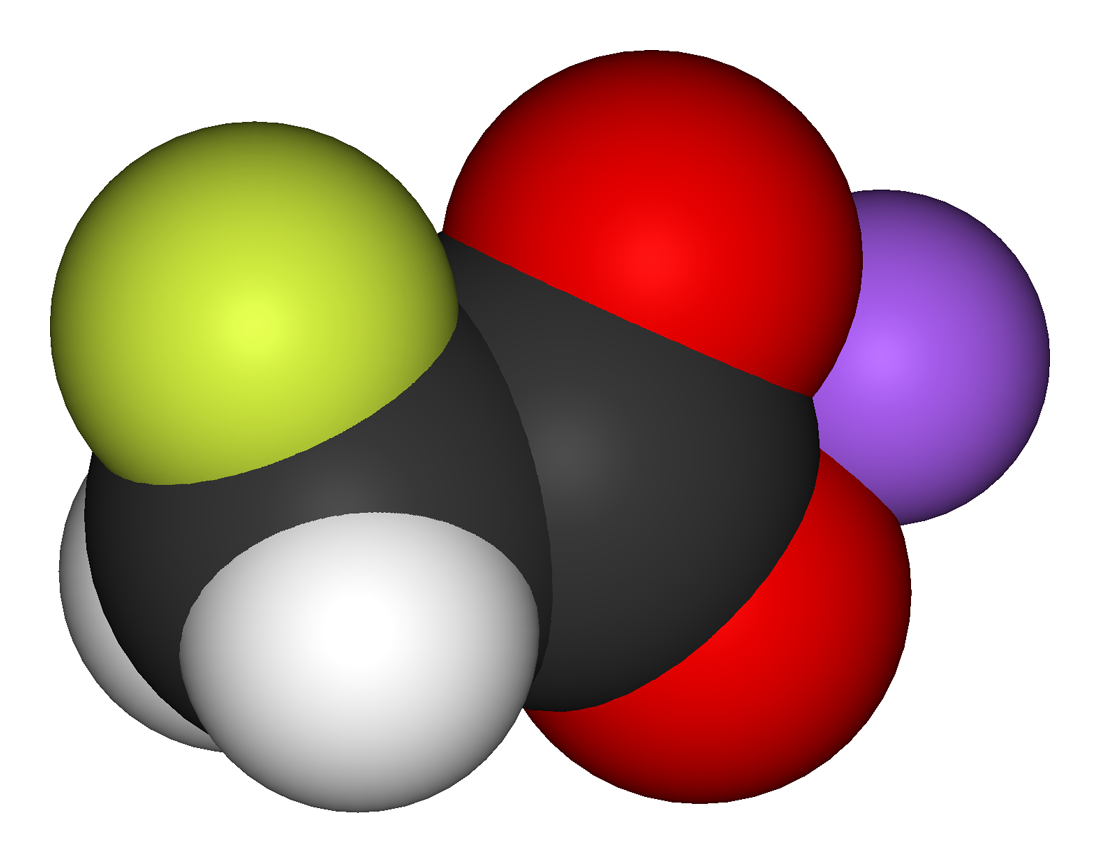
Representación de la molécula del compuesto 1080.

El fluoroacetato de sodio, también llamado monofluoroacetato de sodio o compuesto 1080, es un compuesto químico organofluorado con fórmula FCH2CO2Na. Es una sal usada como veneno. Se presenta en forma natural como un metabolito antiherbívoros en varias plantas, aunque puede ser producido en forma sintética. Es un derivado del ácido fluoroacético, un ácido carboxílico. El ácido acético fluorado más común, el ácido trifluoroacetico y sus derivados tienen una toxicidad mucho menor.

## Historia y producción
La eficacia del fluoroacetato de sodio como rodenticida fue descrita en 1942. El nombre 1080 hace referencia al número asignado al veneno.
Esta es sintetizada mediante el tratamiento del cloroacetato de sodio con fluoruro de potasio.  La producción se ha reducido en muchos países debido a su prohibición.

## Presencia en la naturaleza

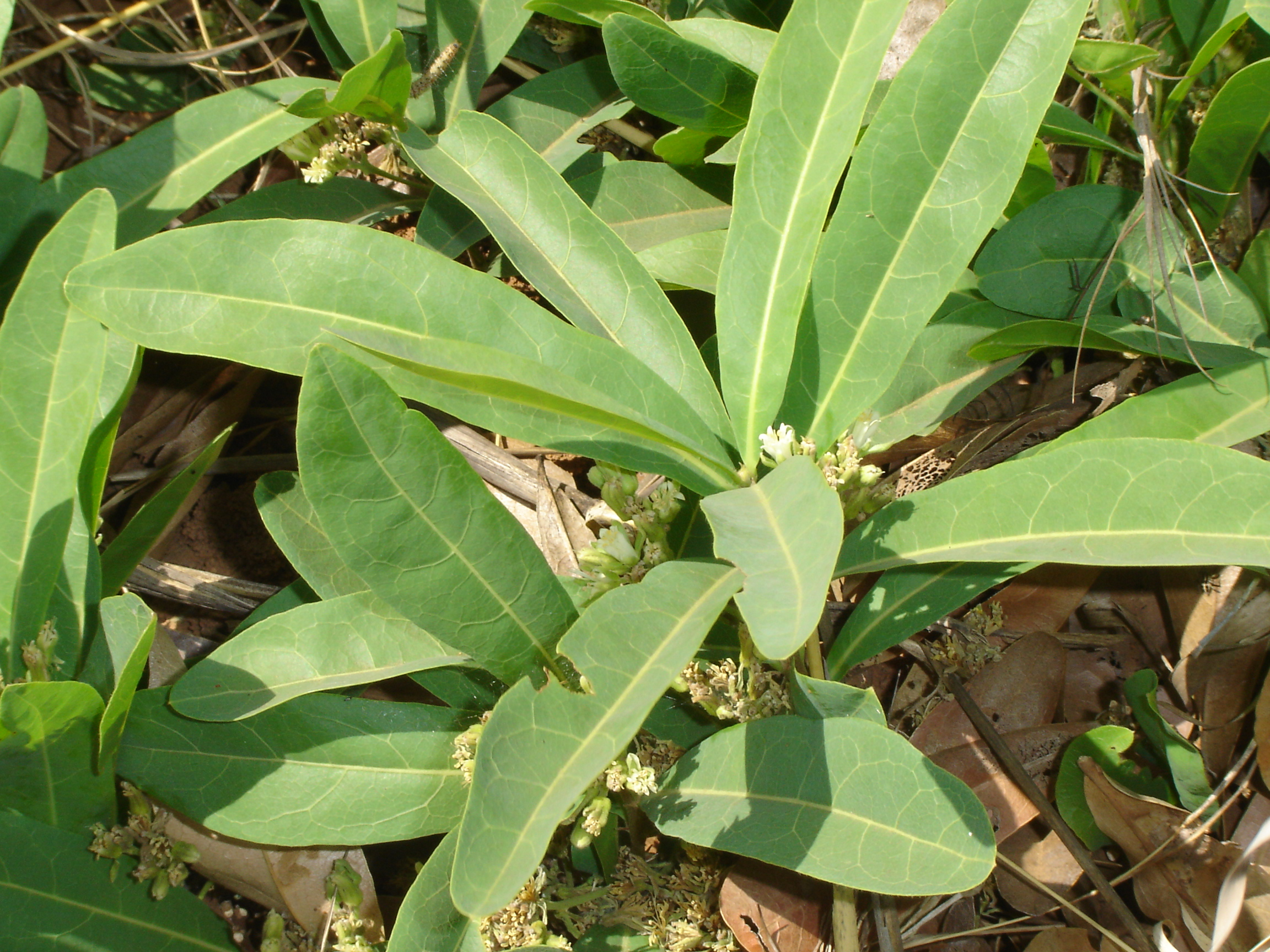
Hojas de Dichapetalum cymosum

El compuesto se encuentra en la naturaleza en por lo menos 40 plantas en Australia, Brasil y África. Fue identificado inicialmente en la especie Dichapetalum cymosum por Marais en 1944. En 1904, los colonos en Sierra Leona usaron el extracto de Chailletia toxicaria el cual contenía ácido fluoroacético o sus sales para exterminar ratas. Se cree que este compuesto está presente incluso en las hojas de té en mínima cantidad. La familia de guisantes Australiana Gastrolobium, es solo una de los tipos de plantas nativas de Australia que contienen la sustancia: otras son Gompholobium, Oxylobium, Nemcia y Acacia.

## Toxicología
El fluoroacetato de sodio es altamente tóxico para los mamíferos e insectos. La dosis letal en humanos es de 2-10  mg/kg. La dosis tóxica en humanos es de 0,5-2  mg/kg.
El grado de toxicidad varía según la especie. En Nueva Zelanda se estableció la dosis letal para algunas especies. Los perros, gatos y cerdos parecen ser los más susceptibles al tóxico.

### Mecanismo de acción
El fluoroaceta es similar al acetato, el cual es un sustrato basal en el metabolismo celular. El fluoroacetato interrumpe el ciclo del ácido cítrico (también conocido como ciclo de Krebs) mediante la combinación con la coenzima A para formar el fluoroacetil CoA, el cual reacciona con la citrato sintasa para producir fluorocitrato. Un metabolito de fluorocitrato se liga muy ligeramente a la aconitasa, interrumpiendo de este modo el ciclo del ácido cítrico. Esta inhibición provoca una acumulación de citrato en la sangre, lo que priva a las células de energía.

### Síntomas
En humanos, los síntomas de envenenamiento normalmente aparecen dentro de los primeros 30 minutos y 3 horas posteriores a la exposición. Los síntomas iniciales normalmente incluyen náusea, vómito y dolor abdominal; sudoración, confusión y posterior agitación. En intoxicaciones graves aparecen anormalidades cardiovasculares como taquicardia o bradicardia, hipotensión y cambios en el ECG. Los efectos neurológicos producen fasciculaciones musculares y convulsiones; el nivel de conciencia empieza a deteriorarse progresivamente hasta llegar al coma. La muerte ocurre normalmente a causa de arritmia ventricular, hipotensión progresiva refractaria al tratamiento e infecciones pulmonares secundarias.
Los síntomas en animales domésticos varían: los perros tienden a mostrar signos neurológicos como convulsiones y carrera incontrolada, mientras los grandes herbívoros como el ganado vacuno y ovejas muestran principalmente signos cardiacos.
Las dosis subletales de fluoroacetato de sodio pueden causar daño a los tejidos que requieren un suministro alto de energía; en particular, el cerebro, gónadas, corazón, pulmón y el feto. Estas dosis normalmente son metabolizadas por completo y excretadas en pocos días.

### Tratamiento
No se dispone de un antídoto. Los estudios adelantados en monos han mostrado que el uso de monoacetato de glicerilo puede prevenir problemas si es administrado después de la ingestión de fluoroacetato de sodio y se ha probado en animales doméstico con resultados positivos. En teoría, el monoacetato de glicerilo suministra iones de acetato para la continuación de la respiración celular interrumpida por el fluoroacetato.
En casos clínicos puede requerirse el uso de relajantes musculares, anticonvulsivantes, ventilación mecánica y otras medidas de soporte. Pocos animales y humanos se han tratado en forma exitosa después de la ingestión de una dosis significativa de acetato.